# Calobatella nigrolamellata
Calobatella nigrolamellata är en tvåvingeart som först beskrevs av Becker 1907.  Calobatella nigrolamellata ingår i släktet Calobatella och familjen skridflugor.
Artens utbredningsområde är Tibet. Inga underarter finns listade i Catalogue of Life.